# Nils Tykesson (Välingeätten)
Nils Tykesson (Eskilssönernas ätt), född omkring 1395, död tidigast 1433, var en svensk lagman.
Han var lagman i Värmlands lagsaga 1424-1433.
Innehade Välinge i Värmland.